# Senza titolo (Kandinskij)
Senza titolo è un dipinto a Gouache (48,1x31,2 cm) realizzato nel 1941 dal pittore Vasilij Kandinskij.
È conservato nel Guggenheim Museum di New York.
È siglato e datato da un monogramma in basso a sinistra: "K41".
Il titolo rappresenta una sensazione: come non si dà titolo ad essa, così neanche il quadro ne ha bisogno.